# Дриццона
Дриццона (італ. Drizzona) — муніципалітет в Італії, у регіоні Ломбардія,  провінція Кремона.
Дриццона розташована на відстані близько 410 км на північний захід від Рима, 100 км на схід від Мілана, 25 км на схід від Кремони.
Населення — 552 особи (2014).

## Демографія
Населення за роками:

Станом на 31 грудня 2014 року в муніципалітеті офіційно проживав 51 іноземець з 6 країн, серед них 17 громадян країн Євросоюзу та 5 громадян України.

## Сусідні муніципалітети
- Каннето-сулл'Ольйо
- Ізола-Доварезе
- П'ядена
- Торре-де'-Піченарді
- Вольтідо